# (10429) van Woerden
(10429) van Woerden (2546 P-L) – planetoida z grupy pasa głównego asteroid okrążająca Słońce w ciągu 4,16 lat w średniej odległości 2,59 j.a. Odkryta 24 września 1960 roku.